# Mount Perseus (Südliche Sandwichinseln)
Mount Perseus ist ein 455 m hoher Berg auf Candlemas Island im Archipel der Südlichen Sandwichinseln. Er ist der niedrigere und nördlichere zweier Eisdome auf der Insel; der andere ist Mount Andromeda.
Das UK Antarctic Place-Names Committee benannte ihn 1971 nach Perseus, einer Figur der griechischen Mythologie.